# 貝澤藤蔵
貝澤 藤蔵（かいざわ とうぞう、1888年〈明治21年〉- 1966年〈昭和41年〉）は、アイヌ民族の社会活動家。小冊子『アイヌの叫び』の著者。藤蔵の妻･コヨは旭川、近文アイヌの長・川村カ子トと才登の妹であり、砂沢クラの親友。門別薫は、藤蔵の子。

## 生涯

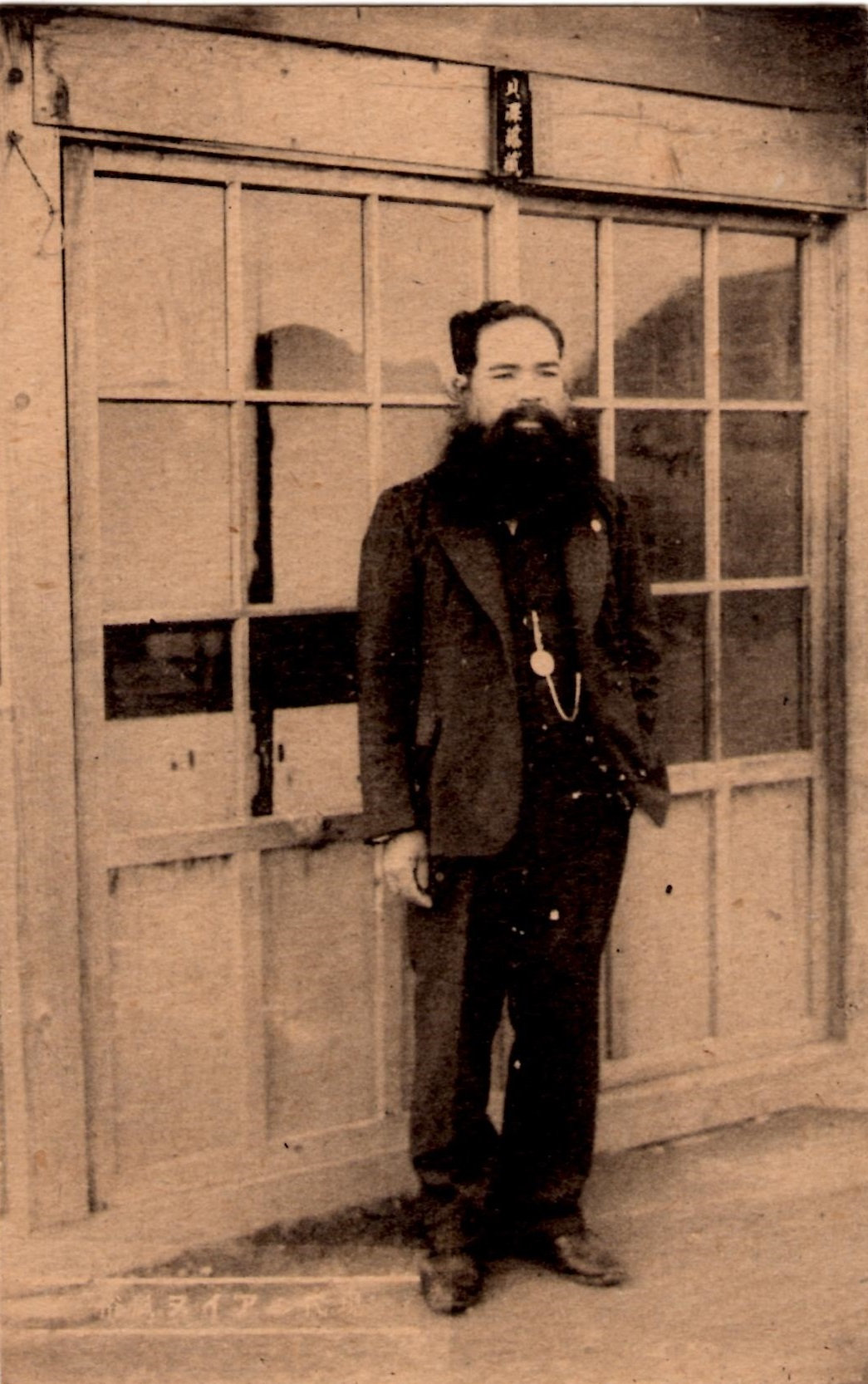
自宅の玄関前にて

カリワウクの子として北海道日高の二風谷で生まれる。宣教師ジョン・バチェラーが団長となって設立された「アイヌ伝導団」の第1回総会（1921年）で二風谷委員として出席しているので、34歳までは二風谷で生活していたとみられる。二風谷時代は平取村役場に勤務。この時期にコヨと結婚し、1922年に長男が生まれた。
1926年（大正15年・昭和元年）頃に、熊坂シタッピレにならって木彫を試み、木彫り熊とクワ（アイヌ語で杖の意）を残す。アイヌ民族の活動家だった荒井源次郎によると、藤蔵は｢稀に見る書道家にして、書を通じてコタンの青少年の指導に尽くす｣とあるが、藤蔵の書道作品が保存されているかどうかは不明である。
1928年（昭和3年）4月から長野県天竜峡で川村カ子トが率いる鉄道測量隊の一員として働く。1930年頃、白老の熊坂シタッピレに依頼され観光客に解説をする仕事をするようになった。1931年（昭和6年）8月3日に札幌で開催された全道アイヌ青年大会に出席し、11月に小冊子『アイヌの叫び』を発行。その翌年11月8日に上京し本郷区元町の家で旭川近文の土地返還運動の陳情に来ていた荒井源次郎と会っている。12月に慶應義塾・地人会で講演する。1933年（昭和8年）に長野県伊那高等女学校（現・長野県伊那弥生ヶ丘高等学校）でアイヌ文化についての講演を行い、講演内容の記録が残っている。1934年新春、川村カ子トとともに日高の静内に森竹竹市を訪れる。この時期、貝澤は「毎年冬になると本州各地を巡って」アイヌをテーマとした講演をおこなっていた。
1938年（昭和13年）、川村カ子トに従い測量工事の仕事で朝鮮に出かけている。1951年（昭和26年）、川村カ子トが再建したアイヌ記念館で解説の仕事をするようになる。同年に設立された白老観光協会の役員に就任。
1964年、旭川市で開催された北海道アイヌ祭に参加。
晩年は白老で｢ウサシカン｣という名前で、観光客相手にアイヌ民族の紹介に努めた。

## 『アイヌの叫び』
観光地であった白老に移り、観光客を出迎えたり施設を案内する仕事に就いていた藤蔵は、その頃の体験をもとに、「激しき生存競争に喘ぎつゝも、愛しき我子の為により善き未来を建設し様と努力しつつあるウタリ等の真意を伝へ、誤れるアイヌ観を打破し様」として書いたのが『アイヌの叫び』である。第2章「悲惨なるアイヌ観」の中では、「内地に居られる人々は、未だ、アイヌとさえ言へば、木の皮で織ったアツシ（衣類）を着て毎日熊狩りをなし、日本語を解せず熊の肉や魚のみを食べ、酒ばかり呑んでいる種族の様に思い込んで居る人が多い様でありますが、之は余りにも惨なアイヌ観であります」と、和人の偏見を指摘したあと、アイヌの生活を「古代」「過渡期」「現代」に分けて記述し、アイヌに対する真の救助とは金や食料ではなく、「学問」であるとして教育の充実を訴えた。
さらに付録として、バチェラーの主宰による全道アイヌ青年大会の熱気あふれる様子を報じ、｢我々は最早眠っていてはならない、私等は声を揃えて眠れるウタリたちを呼び起こそう｣というアピールで結ばれる。ただし、貝澤は本書の中で一神教であるキリスト教はアイヌの信仰や死生観と相容れないことを指摘し、バチェラーの布教活動に「比較的実績の見るべきものの無い」のは「最初宗教に依ってアイヌ人を教化しようとしたから」と述べている。
貝澤藤蔵の著作となっているが、森竹竹市に金十円で代筆してもらったという説もある。序文を書いた喜多章明に草稿を見てもらったともいう。いずれにせよ、主張や内容の多くが藤蔵自身のものであることは、伊那高等女学校で行った講演会記録と照らし合わせて確認できる。この小冊子がどのくらいの部数で発行され、どのくらいの範囲に知られていたかということは今後の研究を待つしかない。発行された約10年後に｢アイヌによる著作｣を特に調べた書誌研究家・式場隆三郎でさえ実物を見たことがなく、｢日高の平取村の酋長の書いたものだときく｣と伝聞によって記すしかなかったほど希少であったことは確かである。

## 著作
- 「追補 アイヌ語訳」『日本語の根本的研究』満岡伸一監督、紫菀会、1930年4月19日。 NCID BA83471518。全国書誌番号:47014156。
- 『アイヌの叫び』「アイヌの叫び」刊行会、1931年11月20日。 NCID BA50385567。
  - 「アイヌの叫び」『近代民衆の記録』 5 ――アイヌ、新人物往来社、1972年6月15日、380-393頁。 NCID BN00847695。全国書誌番号:73022528。